# Opérateur hamiltonien
 (avril 2023).
Si vous disposez d'ouvrages ou d'articles de référence ou si vous connaissez des sites web de qualité traitant du thème abordé ici, merci de compléter l'article en donnant les références utiles à sa vérifiabilité et en les liant à la section « Notes et références ».
Pour les articles homonymes, voir hamiltonien.

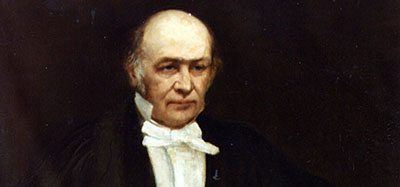
Peinture de Sir William Rowan Hamilton.

L’opérateur de Hamilton, opérateur hamiltonien ou tout simplement hamiltonien est un opérateur mathématique possédant de nombreuses applications dans divers domaines de la physique.
D'après Jérôme Pérez, l'opérateur hamiltonien a été développé en 1811 par Joseph-Louis Lagrange alors qu'Hamilton n'avait que 5 ans. Lagrange a explicitement écrit : 
formule dans laquelle {\displaystyle {\mathcal {H}}} faisait référence à Christiaan Huygens et qu'il aurait appelé Huygensien,.
Ce n'est que par la suite que l'opérateur a été dénommé Hamiltonien par référence à la mécanique hamiltonienne, développée par Sir William Rowan Hamilton lorsque celui-ci a reformulé les lois de la mécanique newtonienne. Bien que le formalisme hamiltonien ne soit pas aussi bien adapté que le formalisme lagrangien à la description des symétries d'un système physique, il est tout de même largement utilisé par la mécanique classique, la physique statistique et la mécanique quantique.

## Énoncé
Cet opérateur est noté {\displaystyle {\mathcal {H}}} et est la transformée de Legendre du lagrangien :
| {\displaystyle {\mathcal {H}}\left(q_{i},p_{i},t\right)\ =\ \sum _{k}^{N}{\dot {q}}_{k}\ p_{k}-{\mathcal {L}}(q_{i},{\dot {q}}_{i},t)} |

Où {\textstyle {\mathcal {L}}} est le Lagrangien,  qi la position (aussi appelés coordonnées généralisées), t le temps. 
Dans le membre de droite de cette formule, les vitesses sont supposées être exprimées en fonction des moments conjugués.
Si les équations qui définissent les coordonnées généralisées sont indépendantes du temps t, on peut montrer que {\displaystyle {\mathcal {H}}} est égal à l'énergie totale E, elle-même étant égale à la somme de l'énergie cinétique T et de l'énergie potentielle V ({\displaystyle {\mathcal {H}}=E=T+V}).

## Utilisation
En mécanique quantique, dans la représentation de Schrödinger, l'évolution dans le temps d'un système quantique est caractérisée (au niveau infinitésimal) par l’opérateur hamiltonien, tel qu'exprimé par la célèbre équation de Schrödinger :
{\displaystyle i\hbar {\frac {d|\psi \rangle }{dt}}={\hat {H}}|\psi \rangle }
où {\displaystyle |\psi \rangle } est la fonction d'onde du système, et {\displaystyle {\hat {H}}} l'opérateur hamiltonien. Dans un état stationnaire :
{\displaystyle |\psi (t)\rangle =e^{-i{\frac {Et}{\hbar }}}|\psi (0)\rangle ,}
où {\displaystyle E} est l'énergie de l'état stationnaire. On voit aisément qu'un état stationnaire est un vecteur propre de l'opérateur hamiltonien, avec l'énergie comme valeur propre. Le hamiltonien étant un opérateur hermitien, les énergies obtenues sont réelles.
Dans la représentation de Heisenberg, les états sont indépendants du temps, et les opérateurs sont dépendants du temps. L'opérateur hamiltonien intervient alors dans l'équation d'évolution des opérateurs :
{\displaystyle i\hbar {\frac {\mathrm {d} {\hat {A}}}{\mathrm {d} t}}=i\hbar {\frac {\partial \langle {\hat {A}}\rangle }{\partial t}}+[{\hat {A}},{\hat {H}}]}
où {\displaystyle \partial /\partial t} désigne une dérivation par rapport à une dépendance explicite par rapport au temps et {\displaystyle [{\hat {A}},{\hat {H}}]={\hat {A}}{\hat {H}}-{\hat {H}}{\hat {A}}} est le commutateur des opérateurs {\displaystyle {\hat {A}}} et {\displaystyle {\hat {H}}}.
On passe de la représentation de Schrödinger à la représentation de Heisenberg au moyen de l'opérateur d'évolution.
Dans le cas non-relativiste, l'opérateur hamiltonien peut être obtenu à partir du hamiltonien de la mécanique classique par le principe de correspondance. Si {\displaystyle H(p,q)} est le hamiltonien classique, le hamiltonien quantique est obtenu en substituant aux variables classiques {\displaystyle p} (impulsion) et {\displaystyle q} (coordonnées) les opérateurs {\displaystyle {\hat {p}}} et {\displaystyle {\hat {q}}}.
Il est parfois nécessaire de symétriser le hamiltonien ainsi obtenu pour s'assurer de l'hermiticité du hamiltonien. En effet, le principe de correspondance permet toujours d'obtenir le hamiltonien classique à partir du hamiltonien quantique en remplaçant les opérateurs par des nombres, mais plusieurs opérateurs quantiques, ne différant que par l'ordre des opérateurs (qui ne commutent pas) peuvent conduire à la même variable classique.